# Émile Georget
Pour les articles homonymes, voir Georget.
Émile Georget, né le 21 novembre 1881 à Bossay (Indre-et-Loire) et mort le 16 avril 1960 à Châtellerault, est un coureur cycliste français. Il est le frère cadet de Léon Georget et l'oncle de Pierre Georget, tous deux également cyclistes.

## Biographie

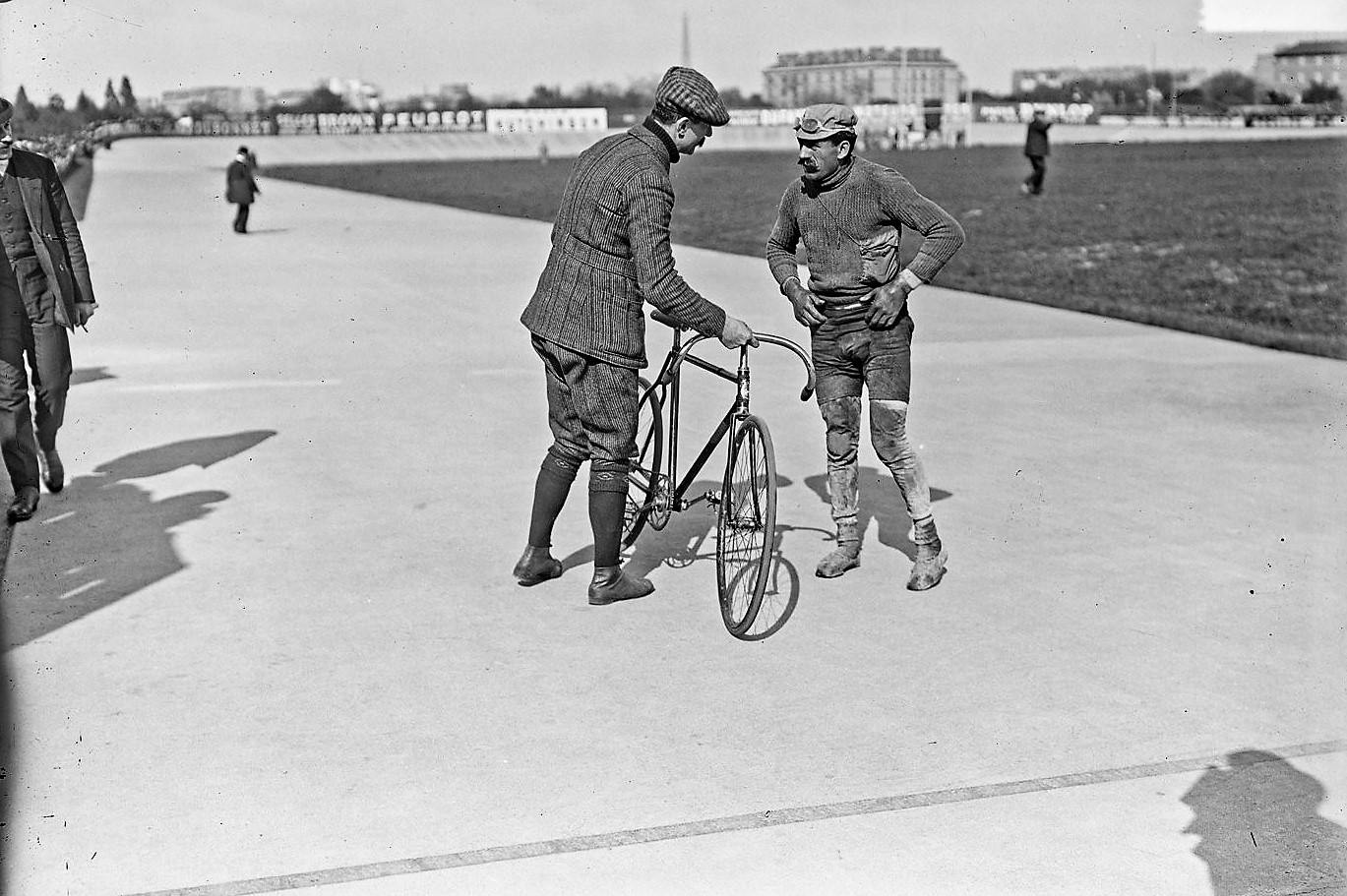
Émile Georget, troisième de la course cycliste Bordeaux-Paris, à son arrivée au Parc des Princes, le 2 mai 1909.

Outre les nombreux succès à son palmarès, on peut signaler sa deuxième place dans le Milan-San Remo en 1909, sa troisième place dans le Paris-Tours 1907, les  Bordeaux-Paris de 1908 et 1909 et le Paris-Tours en 1911.
Excellent sur route et en montagne — il fut ainsi le premier vainqueur du col du Galibier en 1911 —  Georget était également redoutable sur piste. Il remporta notamment les Six Jours de Toulouse en 1906 (unique édition) avec son frère Léon.
Après sa retraite sportive et la Première Guerre mondiale, il a créé le premier garage Peugeot en 1919 (les Établissements Émile Georget sont gérés par la famille sur au total trois générations jusqu'en 2007) à Châtellerault. 
Selon la volonté de ses descendants qui résident toujours à Châtellerault, plusieurs vélos et autres souvenirs d'Émile, de Léon et de Pierre Georget (né à Châtellerault) se trouvent au Musée Auto Moto Vélo de Châtellerault. 
Une rue de la ville porte son nom.

## Palmarès

### Palmarès sur route
- 1903
  - La Garenne-Mantes et retour[3]
  - 2e de Paris-Chartres
  - 2e de Paris-Beauvais
  - 2e du championnat de Saint-Germain
- 1905
  - 4e du Tour de France
  - 5e de Bordeaux-Paris
- 1906
  - 1re étape du Tour de France
  - 4e de Bordeaux-Paris
  - 5e du Tour de France
  - 9e de Paris-Roubaix
- 1907
  - Paris-Hesdin
  - 2e, 3e, 5e, 7e, 8e et 13e étapes du Tour de France
  - 3e du Tour de France
  - 3e de Paris-Tours
  - 6e de Paris-Roubaix
- 1908
  - 3e de Bordeaux-Paris
  - 9e de Paris-Roubaix
- 1909
  - Paris-La Flèche[4]
  - 2e de Milan-San Remo
  - 3e de Bordeaux-Paris
  - 3e de Paris-Nancy
- 1910
  -  Champion de France sur route
  - Bordeaux-Paris
  - 7e de Paris-Roubaix
- 1911
  - Paris-Brest-Paris
  - Circuit de Touraine
  - 3e de Paris-Tours
  - 3e du Tour de France
- 1912
  - Bordeaux-Paris
- 1914
  - 5e de Bordeaux-Paris
  - 6e du Tour de France

### Résultats sur le Tour de France
9 participations 
- 1905 : 4e du classement général
- 1906 : 5e du classement général et vainqueur d’une étape, leader pendant 1 jour
- 1907 : 3e du classement général et vainqueur de six étapes, leader pendant 7 jours
- 1908 : abandon (2e étape)
- 1910 : abandon (12e étape) et vainqueur d’une étape
- 1911 : 3e du classement général et vainqueur d’une étape
- 1912 : abandon (3e étape)
- 1913 : abandon (4e étape)
- 1914 : 6e du classement général

### Palmarès sur piste
- 1902
  - Championnat de demi-fond du Red Star Club (25 kilomètres sans entraîneur) : 1er en 1902[5],[6]
- 1906
  - 24 heures de Bruxelles (avec Léon Georget)
  - Six Jours de Toulouse (avec Léon Georget)